# Bollnäs
Bollnäs este un oraș în Suedia.

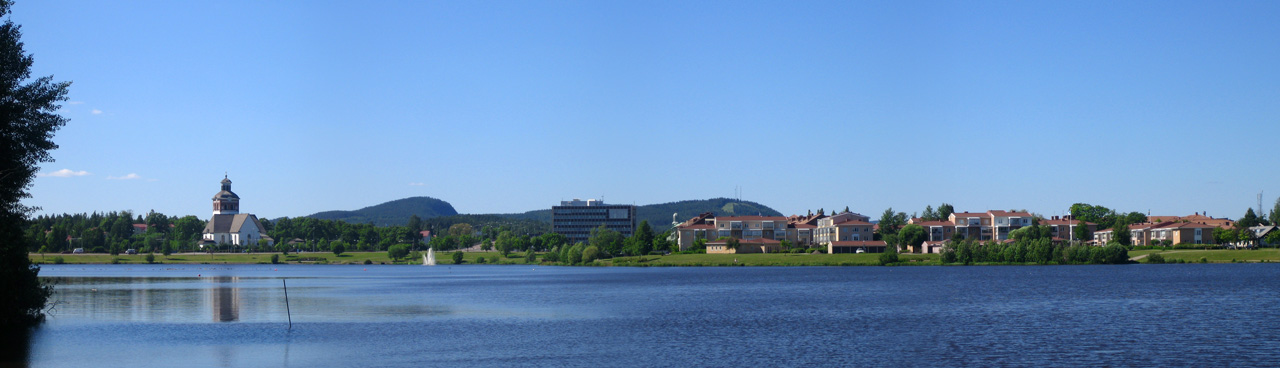
Panoramă

Se află la o altitudine de 53 m deasupra nivelului mării. Are o suprafață de 1.287 ha. Populația este de 13.942 locuitori, determinată în 31 decembrie 2020.

## Demografie
| \| Evoluția demografică a zonei urbane Bollnäs, 1970–2015 \| Evoluția demografică a zonei urbane Bollnäs, 1970–2015 \| Evoluția demografică a zonei urbane Bollnäs, 1970–2015 \| Evoluția demografică a zonei urbane Bollnäs, 1970–2015 \| Evoluția demografică a zonei urbane Bollnäs, 1970–2015 \| \| --------------------------------------------------------------------------------------- \| ------------------------------------------------------ \| ------------------------------------------------------ \| ------------------------------------------------------ \| ------------------------------------------------------ \| \| An \| \| \| Locuitori \| \| \| 1970 \| 1970 \| \| 13.003 \| 13.003 \| \| 1975 \| 1975 \| \| 13.305 \| 13.305 \| \| 1980 \| 1980 \| \| 13.045 \| 13.045 \| \| 1990 \| 1990 \| \| 13.155 \| 13.155 \| \| 1995 \| 1995 \| \| 13.494 \| 13.494 \| \| 2000 \| 2000 \| \| 12.726 \| 12.726 \| \| 2005 \| 2005 \| \| 12.455 \| 12.455 \| \| 2010 \| 2010 \| \| 12.842 \| 12.842 \| \| 2015 \| 2015 \| \| 13.716 \| 13.716 \| \| Sursa: SCB - Statistika Centralbyrån, Folkmängden per tätort. Vart femte år 1960 - 2016 \| \| \| \| \| |      |  |           |        |
| Evoluția demografică a zonei urbane Bollnäs, 1970–2015 |      |  |           |        |
| An |      |  | Locuitori |        |
| 1970 | 1970 |  | 13.003    | 13.003 |
| 1975 | 1975 |  | 13.305    | 13.305 |
| 1980 | 1980 |  | 13.045    | 13.045 |
| 1990 | 1990 |  | 13.155    | 13.155 |
| 1995 | 1995 |  | 13.494    | 13.494 |
| 2000 | 2000 |  | 12.726    | 12.726 |
| 2005 | 2005 |  | 12.455    | 12.455 |
| 2010 | 2010 |  | 12.842    | 12.842 |
| 2015 | 2015 |  | 13.716    | 13.716 |
| Sursa: SCB - Statistika Centralbyrån, Folkmängden per tätort. Vart femte år 1960 - 2016 |      |  |           |        |